# Bibliothèque universitaire de Leyde
Pour les articles homonymes, voir UBL.
Les bibliothèques universitaires de Leyde regroupent les bibliothèques de l'université de Leyde, fondée en 1575 à Leyde, aux Pays-Bas,,,,,. Leurs fonds comprennent quelque cinq millions de volumes. La bibliothèque gère d'importantes collections sur l'Indonésie et les Caraïbes, et est responsable de cinq entrées au Registre international Mémoire du monde de l'UNESCO. 
Joseph Juste Scaliger, professeur de langues et d'histoire à Leyde de 1593 à 1609, a écrit en latin à propos de la bibliothèque :

« Est hic magna commoditas bibliothecae ut studiosi possint studere.
(Traduction) Ici [à Leyde], il y a une bibliothèque très pratique pour ceux qui veulent étudier (étudiants). »

— Scaliger JJ , Scaligerana, ou Bons mots, rencontres agreables, et remarques judicieuses & sçavantes de J. Scaliger.

## Historique

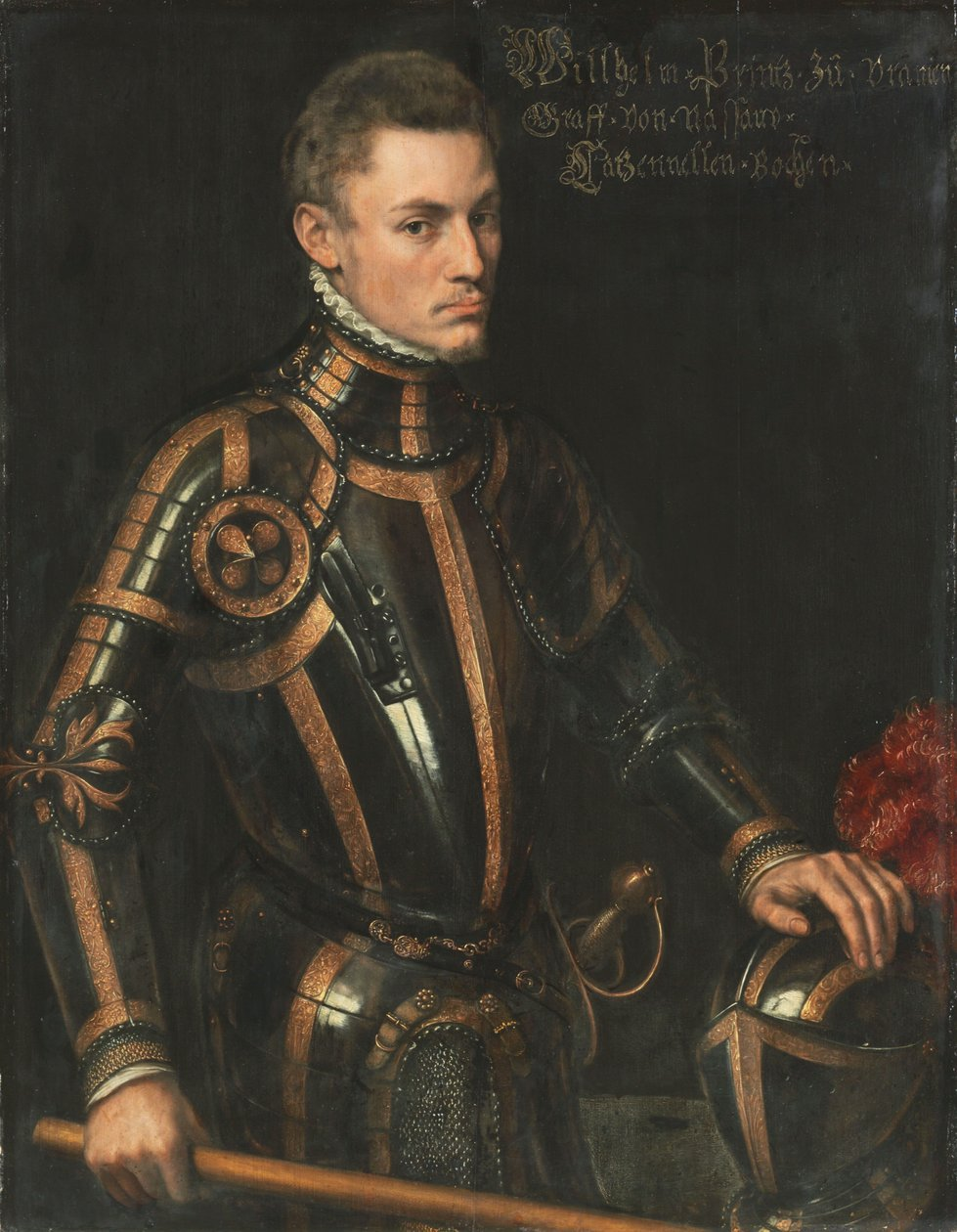
Guillaume Ier d'Orange-Nassau, principal chef de la révolte néerlandaise contre les Espagnols, fondateur de l'Université de Leyde, fit don du premier livre à la bibliothèque, un exemplaire de la Bible polyglotte d'Anvers Plantin. Copie d'après Antonio Moro, 1555.

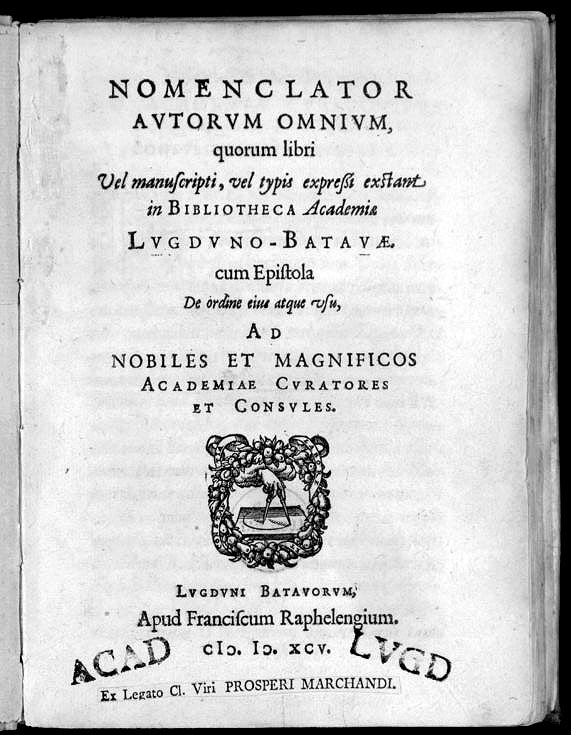
Nomenclator autorum omnium... Catalogue de la bibliothèque, 1595.

Après l'indépendance de la République des Sept Provinces-Unies, le besoin de disposer de sa propre université s'est fait sentir dans la jeune république protestante. En 1575, le choix se porta sur Leyde et le monastère catholique alors confisqué,,. 
Une partie essentielle de l'université était une bibliothèque située à proximité immédiate des amphithéâtres. Le premier livre de la bibliothèque fut une Bible polyglotte, cadeau du prince Guillaume Ier d'Orange-Nassau. La présentation de ce livre est considérée comme la fondation sur laquelle la bibliothèque est construite (en latin: fundamentum locans futurae aliquando bibliothecae). Le 31 octobre 1587, la bibliothèque universitaire de Leyde, située dans les voûtes de l'actuel bâtiment de l'Académie de Leyde (adresse : Rapenburg 73), a été remise à l'université comme bibliothèque opérationnelle,,. La bibliothècque a commencé ses activités le 31 octobre 1587 dans la voûte de l'actuel bâtiment de l'Académie à Rapenburg, Leyde.,,.
En 1595, le Nomenclator, premier catalogue de la bibliothèque universitaire de Leyde, fut publié, qui était également peut-être le premier catalogue d'une bibliothèque institutionnelle en Europe. En 1864, un catalogue alphabétique de tous les ouvrages de la bibliothèque depuis 1575 fut achevé, qui resta en vigueur jusqu'en 1988.
En 1969, Johan Remmet de Groot, en tant que 22e bibliothécaire, a initié l'automatisation des fonds de la bibliothèque, qui est désormais exploitée dans le système OCLC PICA. Il contient environ 400 000 microfilms et autres titres électroniques. En 1983, la bibliothèque universitaire de Leyde a été déplacée de la vieille ville de Leyde à Witte Singel.

## Documents inscrits au Registre Mémoire du monde de l'UNESCO
Dans le prestigieux Registre Mémoire du monde de l'UNESCO sont inscrits des documents qui affirment leur importance mondiale et leur valeur universelle exceptionnelle.
- Le manuscrit La Galigo de Leyde, écrit en langue buginoise (inscrit le 25 mai 2011). Collection du Nederlands Bijbelkundig genootschap (Société Biblique Néerlandaise)[20].
- La traduction néerlandaise du manuscrit autobiographique du prince javanais Diponegoro (1755 -1855), héros national et panislamiste (inscrit le 18 juin 2013). Collection KITLV D H 589 a (KITLV/Royal Netherlands Institute of Southeast Asian and Caribbean Studies)[21].
- Les manuscrits du Cycle de Panji avec des contes anciens tournant autour du mythique prince javanais Panji (inscrit le 30 octobre 2017)[22].
- Voyage de circumnavigation du monde de Ferdinand Magellan (Viagem de Fernao de Magalhaes, secundum narrationem cuiusdam socii et suppletus ex aliis fontibus, lusitanice, inscrit le 18 mai 2023)[23]. VLF 41[24].
- Manuscrits Hikayat Aceh, portant sur l'histoire du Sultanat d'Aceh (inscrit le 18 mai 2023)[25]. Or. 1954[26] et Or. 1983[27].

## Listes des directeurs
Depuis la fondation de l'université en 1575, il y a eu 25 bibliothécaires à la bibliothèque universitaire de Leyde :
| - Janus Dousa (1585–1593) - Janus Dousa Jr (1593–1596) - Paul Merula (1597–1607) - Daniel Heinsius (1607–1655) - Antonius Thysius le Jeune (1655–1665) - Johann Friedrich Gronovius (1665–1671) - Friedrich Spanheim (1672–1701) - Wolferdus Senguerdius (1701–1724) - Pieter Burmann (1724–1741) - David van Royen (1699–1764) (1741) - Abraham Gronovius (1741–1775) - David Ruhnken (1775–1798) - Daniel Albert Wyttenbach (1798–1820) | - Johannes van Voorst (1820–1833) - Jacob Geel (1833–1858) - Willem George Pluygers (1859–1879) - Willem Nicolaas du Rieu (1880–1897) - Scato Gocko de Vries (1897–1924) - Friedrich Casparus Wieder (1924–1938) - Tietse Pieter Sevensma (1938–1947) - Antoine Hubert Marie Cornelis Kessen (1947–1961) - Johan Remmet de Groot (1961–1983) - Jacques van Gent (1983–1993) - Paul Gerretsen (1994–2004) - Kurt de Belder (2005–présent) |

## Localisations

### Emplacements actuels

#### Pays-Bas

##### Leyde
- Bibliothèque universitaire de Leyde (Site principal), Witte Singel 27, Leiden (Architecte: Bart van Kasteel)
- Academic Historical Museum, Rapenburg 73, Leiden
- African Library, Witte Singel 27A, Leiden (Afrika-Studiecentrum Leiden)
- Asian Library, Witte Singel 27, Leiden (Architecte: Katja Hogenboom studio en collaboration avec FELSCH architectes)
- Law Library, Steenschuur 25, Leiden
- Middle Eastern Library, Witte Singel 27A, Leiden
- Science Library, Einsteinweg 55, Leiden
- Social and Behavioral Sciences Library, Wassenaarseweg 52, Leiden
- Walaeus Library (LUMC), Albinusdreef 2, Leiden

##### La Haye
- Wijnhaven Library, Campus The Hague, Turfmarkt 99, La Haye

#### Indonésie
- KITLV-Jakarta, Jl. H.R. Rasuna Said Kav S-3, Jakarta, Indonésie

### Anciens sites
- 1587–1595: Academiegebouw, Siège de l'université de Leyde, Rapenburg 73, Leiden.
- 1595–1983: Faliede Bagijnkerk, à présent Conseil d'administration de l'université, Rapenburg 70, Leiden.

## Référence
1. ↑  Berkvens-Stevelinck 2012.
2. ↑  Frédéric Barbier, « La bibliothèque de l'université de Leyde », sur histoire-du-livre.blogspot.com, 28 avril 2012 (consulté le 16 février 2025)
3. ↑  Willem Otterspeer, The Bastion of Liberty - Leiden University Today and Yesterday, Leiden, Leiden University Press, 2008 (ISBN 9789048502165, OCLC 1480040678, lire en ligne) Une édition ultérieure, intitulée « The bastion of liberty : a history of Leiden University », a été publiée en 2018.
4. ↑  (nl) P.C. Molhuysen, Geschiedenis der Universiteits-Bibliotheek te Leiden, Leiden, A.W. Sijthoff, 1905 (OCLC 781617870, lire en ligne) Texte intégral sur archive.org.
5. ↑  Hulshoff Pol 1975.
6. ↑  (nl) Ed van der Vlist, Historische stadsbibliotheken in Nederland. Studies over openbare stadsbibliotheken in de Nederlanden vanaf circa 1560-1800, 2016, 52-64 p. (ISBN 9789462491441, OCLC 962261765), « Jan van Hout en de Leidse universiteitsbibliotheek »
7. ↑  « Collections », sur library.universiteitleiden.nl, Leiden University Library (consulté le 20 mars 2025)
8. ↑  « Registre international Mémoire du monde », sur unesco.org, UNESCO (consulté le 27 mars 2025) Rechercher les Pays-Bas.
9. ↑  (la) Scaligerana, ou Bons mots, rencontres agreables, et remarques judicieuses & sçavantes de J. Scaliger, Cologne, 1695 (OCLC 67992122, lire en ligne), p. 237
10. ↑  van der Vlist 2016, p. 52.
11. ↑  Hulshoff Pol 1975, p. 395.
12. 1 2  Berkvens-Stevelinck 2012, p. 13.
13. ↑  van der Vlist 2016, p. 53.
14. ↑  Catalogus 1597, folio a2v.
15. ↑  van der Vlist 2016, p. 56.
16. ↑  Berkvens-Stevelinck 2012, p. 25.
17. ↑  N. Basbanes, Patience and Fortitude, New York, Harper Collins, 2001 (ISBN 9780060196950, OCLC 901134300), p. 63
18. ↑  Berkvens-Stevelinck 2012, p. 173-175.
19. ↑  Berkvens-Stevelinck 2012, p. 223.
20. ↑  (en) « NBG-Boeg 188, Vol. 1 (Version numérique de La Galigo NBG-Boeg 188) », sur hdl.handle.net (consulté le 20 février 2025)
21. ↑  (en) « Babad Dipanagaran D H 589 a (Version numérique de Babad Dipanagaran / D H 589 a) », sur hdl.handle.net (consulté le 20 février 2025)
22. ↑  (en) « Panji Tales Manuscripts (Cycle de Panji) », sur digitalcollections.universiteitleiden.nl (consulté le 20 février 2025) : « Panji stories relate the adventures of Prince Panji Raden Inu Kertapati and his sweetheart Candra Kirana (traduction: Les Cycle de Panji raconte les aventures du prince Panji Raden Inu Kertapati et de sa chérie Candra Kirana.) »
23. ↑  (en) « UNESCO Recognizes Manuscripts First Voyage Around the Globe and Hikayat Aceh as World Heritage » [« L'UNESCO reconnaît les manuscrits du premier voyage autour du globe et Hikayat Aceh comme patrimoine mondial »], library.universiteitleiden.nl (consulté le 20 février 2025)
24. ↑  (en) « Ferdinandi Oliveri de Sancta Columba (1507-85) opera duo: Ars nautica, autographa. - Viagem de Fernao de Magalhaes, secundum narrationem cuiusdam socii et suppletus ex aliis fontibus, lusitanice - VLF 41 » [« Deux œuvres d'Erdinand Oliveri de Sancta Columba (1507-85) : Ars nautica, autographe. - Voyage de Fernao de Magalhaes, d'après le récit d'un certain compagnon et complété par d'autres sources, en portugais - VLF 41 »], sur hdl.handle.net (consulté le 20 février 2025)
25. ↑  (en) « UNESCO Recognizes Manuscripts First Voyage Around the Globe and Hikayat Aceh as World Heritage » [« L'UNESCO reconnaît les manuscrits du premier voyage autour du globe et du Hikayat Aceh comme patrimoine mondial »], sur library.universiteitleiden.nl, Bibliothèques de l'Université de Leyde (consulté le 20 février 2025)
26. ↑  « Hikayat Aceh Or. 1954 », sur hdl.handle.net (consulté le 20 février 2025)
27. ↑  (en) « Collective volume with texts in Malay : Hikayat Aceh ; Tariq al-Salikin wa-Sabil al-Musayirin Or. 1983 » [« Volume collectif avec textes en malais : Hikayat Aceh ; Tariq al-Salikin wa-Sabil al-Musayirin Or. 1983 »], sur hdl.handle.net (consulté le 20 février 2025)